# Primera División Regional Aficionados de Castilla y León 2023-24
La temporada 2023-24 de la Primera División Regional Aficionados de Castilla y León de fútbol corresponde a la trigésimo octava edición de la competición y la vigésimo quinta con su actual denominación. Esta es la tercera temporada de la competición en el sexto nivel del sistema de Ligas de fútbol de España. La primera fase de la competición arrancó el 16 de septiembre de 2023 y terminó el 12 de mayo de 2024. Con posterioridad se disputó el play-off de ascenso a Tercera Federación, que comenzó el 19 de mayo y finalizó el 8 de junio y que decidió una de las tres plazas de ascenso en juego.

## Sistema de competición
Participan treinta y dos clubes repartidos en dos grupos de 16 equipos cada uno y distribuidos siguiendo criterios geográficos. Se enfrentan todos contra todos en dos ocasiones -una en campo propio y otra en campo contrario- durante un total de 30 jornadas. El orden de los encuentros se decide por sorteo antes de empezar la competición. La Federación de Fútbol de Castilla y León es la responsable de designar las fechas de los partidos y los árbitros de cada encuentro, reservando al equipo local la potestad de fijar el horario exacto de cada encuentro.
La clasificación final se establece con arreglo a los puntos obtenidos en cada enfrentamiento a razón de tres por partido ganado, uno por empatado y ninguno en caso de derrota. Si al finalizar el campeonato dos equipos obtuviesen la misma puntuación, los mecanismos para desempatar la clasificación serán los siguientes:
1. El equipo que haya marcado más goles al otro en los enfrentamientos entre ambos.
2. Si persiste el empate, se tendrá en cuenta la diferencia de goles a favor y en contra en todos los encuentros del campeonato, prevaleciendo la diferencia más positiva.
3. De persistir aun así el empate, se tendrá en cuenta el número de goles marcados en todo el campeonato, prevaleciendo la mayor cantidad.

Si el empate a puntos se produce entre tres o más clubes, los sucesivos mecanismos de desempate son los siguientes:
1. La mejor puntuación de la que a cada uno corresponda a tenor de los resultados de los partidos jugados entre sí por los clubes implicados.
2. La mayor diferencia de goles a favor y en contra, considerando únicamente los partidos jugados entre sí por los clubes implicados.
3. La mayor diferencia de goles a favor y en contra teniendo en cuenta todos los encuentros del campeonato.
4. El mayor número de goles a favor teniendo en cuenta todos los encuentros del campeonato.

Una vez finalizada la fase regular de la competición, el primer clasificado de cada grupo asciende directamente a Tercera Federación.
El segundo y el tercer clasificados de cada grupo disputarán un Play-Off formado por dos rondas de eliminatorias a doble partido. El equipo que supere ambas rondas obtendrá el ascenso a la Tercera Federación.
Entre los dos grupos habrá 7 plazas fijas de descenso a la Primera División Provincial (4 en el grupo A y 3 en el grupo B). Se añadirá una plaza por cada uno de los clubes que desciendan de la Tercera Federación y que se establecerá en el grupo al que dicho club quede asignado, restando además una plaza en el grupo del que proceda el equipo que ascienda a esa misma categoría por medio de los play-off.
Los posibles descensos extra a la categoría inmediatamente inferior estarán condicionados al paso por la vía deportiva de equipos castellanos y leoneses de Tercera a Segunda Federación en la presente temporada y viceversa, así como por los descensos extra de la Tercera Federación a Primera División Regional que se deriven de dicho trasvase de equipos (uno por cada equipo de más que descienda procedente de la Tercera Federación).
El sistema de competición y las consecuencias clasificatorias fueron aprobadas por la RFCyLF.

## Ascensos y descensos
Los equipos que mantuvieron la categoría en la anterior temporada participan en la actual, junto a los equipos descendidos de la Tercera División RFEF y los equipos ascendidos de la Primera División Provincial. El número inicialmente previsto de descensos a la categoría iba a tratarse de cuatro, pero se redujo tras la decisión de la RFEF de aumentar de forma inmediata el formato de la Tercera Federación a grupos de 18 equipos. Por su parte, el número inicialmente previsto de 9 ascensos a la categoría se redujo a 7 al rechazar plaza en la Primera Regional todos los equipos de las provincias de Segovia y Soria a los que se ofreció el ascenso deportivo. En consecuencia, se tuvo que repescar equipos inicialmente descendidos. También hay que destacar la retirada de la competición del C.D. Palencia Cristo Atlético "B".
| Pos.          | Ascendidos a Tercera Federación |
| ------------- | ------------------------------- |
| 1.º (Grupo A) | DiocesÁvila UCAV                |
| 1.º (Grupo B) | C.D. Laguna                     |
| 2.º (Grupo B) | C.D. Villaralbo                 |

| Pos. | Descendidos de Tercera Federación |
| ---- | --------------------------------- |
| 15.º | Unami C.P.                        |
| 16.º | C.D. Numancia "B"                 |

| Pos.                   | Ascendidos de Primera División Provincial |
| ---------------------- | ----------------------------------------- |
| 1.º (Grupo Ávila)      | Deportivo Arenas C.F.                     |
| 1.º (Grupo Burgos)     | C.D. Belorado                             |
| 4.º (Grupo León)       | Veguellina C.F.                           |
| 1.º (Grupo Palencia)   | Unión Popular de Palencia                 |
| 1.º (Grupo Salamanca)  | C.D. Béjar Industrial                     |
| 1.º (Grupo Valladolid) | Gimnástica Medinense                      |
| 1.º (Grupo Zamora)     | C.D. Bovedana                             |

| Pos.           | Descendidos a Primera División Provincial |
| -------------- | ----------------------------------------- |
| 14.º (Grupo A) | C.D. Cuéllar Balompié                     |
| 15.º (Grupo A) | Abejar C.F.                               |
| 15.º (Grupo B) | C.D. Villa de Simancas                    |
| 16.º (Grupo A) | C.D. La Granja                            |
| 16.º (Grupo B) | C.D. La Pedraja                           |
| 17.º (Grupo A) | C.D. Las Navas                            |
| 17.º (Grupo B) | C.D. Peñaranda                            |

| Pos.          | Bajas federativas                 |
| ------------- | --------------------------------- |
| 4.º (Grupo A) | C.D. Palencia Cristo Atlético "B" |

| Pos.           | Descendidos a Segunda División Provincial |
| -------------- | ----------------------------------------- |
| 18.º (Grupo B) | S.D. Fabero                               |

## Participantes

### Información sobre los equipos participantes

#### Grupo A
| Equipo                          | Localidad                                   | Estadio                     |
| ------------------------------- | ------------------------------------------- | --------------------------- |
| C.D. Belorado                   | Belorado                                    | El Calvario                 |
| C.F. Briviesca                  | Briviesca                                   | Diego Dávila Álvarez        |
| C.D. Calasanz                   | Soria                                       | José Andrés Diago 2         |
| C.D.F. Carejas Paredes          | Paredes de Nava                             | C.M. Paredes                |
| CyD Cebrereña                   | Cebreros                                    | El Mancho                   |
| Deportivo Arenas C.F.           | Arenas de San Pedro                         | C.M. José Luis Jara         |
| C.D. Internacional Vista Alegre | Burgos                                      | Pallafría n.º 1             |
| C.D. Numancia "B"               | Soria                                       | Francisco Rubio 2           |
| Racing Lermeño C.F.             | Lerma                                       | El Arlanza                  |
| C.D. San José                   | Soria                                       | San Juan                    |
| Unami C.P.                      | Segovia                                     | La Albuera                  |
| Sporting Uxama                  | El Burgo de Osma                            | Municipal del Burgo de Osma |
| Turégano C.F.                   | Turégano                                    | El Burgo Turégano           |
| Unión Popular Palencia          | Palencia                                    | Sergio Asenjo 2             |
| C.D. Villamuriel                | Villamuriel de Cerrato                      | Rafael Vázquez Sedano       |
| Villarcayo Nela C.F.            | Villarcayo de Merindad de Castilla la Vieja | El Soto                     |

#### Grupo B
| Equipo                           | Localidad             | Estadio                   |
| -------------------------------- | --------------------- | ------------------------- |
| C.D. Atlético Mansillés          | Mansilla de las Mulas | La Caldera                |
| C.D. Béjar Industrial            | Béjar                 | Mario Emilio              |
| C.D. Benavente                   | Benavente             | Luciano Rubio             |
| Betis C.F.                       | Valladolid            | Nemesio Gómez "Peque"     |
| C.D. Bovedana                    | La Bóveda de Toro     | C.M. Bóveda de Toro       |
| Ciudad Rodrigo C.F.              | Ciudad Rodrigo        | Francisco Mateos          |
| Gimnástica Medinense             | Medina del Campo      | E.M. Medina del Campo     |
| La Bañeza F.C.                   | La Bañeza             | La Llanera                |
| La Cistérniga C.F.               | La Cistérniga         | Municipal La Cistérniga 1 |
| C.D. Mojados                     | Mojados               | Municipal Mojados         |
| C.D. Onzonilla                   | Onzonilla             | La Vega 1                 |
| C.D. Ribert                      | Salamanca             | Estadio Helmántico        |
| Salamanca C.F. UDS "B"           | Salamanca             | Estadio Helmántico        |
| Unionistas de Salamanca C.F. "B" | Salamanca             | Rosa Colorado             |
| Veguellina C.F.                  | Veguellina de Órbigo  | C.M. Veguellina           |
| Zamora C.F. "B"                  | Zamora                | Anexos Ruta de la Plata 1 |

| Cebrereña Deportivo Arenas Belorado Briviesca Internacional Vista Alegre Racing Lermeño Villarcayo Nela Atlético Mansillés La Bañeza Onzonilla Veguellina Carejas Paredes Unión Popular Palencia Villamuriel Béjar Industrial Ciudad Rodrigo Ribert Salamanca UDS "B" Unionistas "B" Turégano Unami Calasanz Numancia "B" San José Sporting Uxama Betis C.F. Gimnástica Medinense La Cistérniga Mojados Benavente Bovedana Zamora "B" |

### Equipos por Provincia
| N.º | Provincia  | Equipos | Grupo |
| --- | ---------- | --- | ----- |
| 2   | Ávila      | CyD Cebrereña y Deportivo Arenas C.F.                                                                              | A     |
| 5   | Burgos     | C.D. Belorado, C.F. Briviesca, C.D. Internacional Vista Alegre, Racing Lermeño C.F. y Villarcayo Nela C.F.         | A     |
| 3   | Palencia   | C.D.F. Carejas Paredes, Unión Popular Palencia y C.D. Villamuriel                                                  | A     |
| 2   | Segovia    | Turégano C.F. y Unami C.P.                                                                                         | A     |
| 4   | Soria      | C.D. Calasanz de Soria, C.D. Numancia "B", C.D. San José de Soria y Sporting Club Uxama                            | A     |
| 4   | León       | C.D. Atlético Mansillés, La Bañeza F.C., C.D. Onzonilla y Veguellina C.F.                                          | B     |
| 5   | Salamanca  | C.D. Béjar Industrial, Ciudad Rodrigo C.F., C.D. Ribert, Salamanca C.F. UDS "B" y Unionistas de Salamanca C.F. "B" | B     |
| 4   | Valladolid | C.D. Betis C.F., Gimnástica Medinense, C.D. La Cistérniga y C.D. Mojados                                           | B     |
| 3   | Zamora     | C.D. Benavente, C.D. Bovedana y Zamora C.F. "B"                                                                    | B     |

## Fase regular

### Grupo A

#### Clasificación
| Pos. | Equipo                          | Pts. | PJ | G  | E  | P  | GF | GC | Dif. |                                                                   |
| ---- | ------------------------------- | ---- | -- | -- | -- | -- | -- | -- | ---- | ----------------------------------------------------------------- |
| 1    | C.F. Briviesca (A, C)           | 57   | 30 | 16 | 9  | 5  | 60 | 23 | +37  | Ascenso a Tercera Federación                                      |
| 2    | C.D. Villamuriel (X)            | 56   | 30 | 16 | 8  | 6  | 49 | 27 | +22  | Acceso a promoción de ascenso a Tercera Federación y Copa del Rey |
| 3    | Turégano C.F.                   | 55   | 30 | 16 | 7  | 7  | 61 | 37 | +24  | Acceso a promoción de ascenso a Tercera Federación                |
| 4    | C.D. San José                   | 50   | 30 | 15 | 5  | 10 | 53 | 36 | +17  |                                                                   |
| 5    | C.D. Internacional Vista Alegre | 46   | 30 | 12 | 10 | 8  | 39 | 28 | +11  |                                                                   |
| 6    | Villarcayo Nela C.F.            | 45   | 30 | 11 | 12 | 7  | 37 | 30 | +7   |                                                                   |
| 7    | C.D. Numancia "B"               | 45   | 30 | 13 | 6  | 11 | 42 | 33 | +9   |                                                                   |
| 8    | Sporting Uxama                  | 44   | 30 | 13 | 5  | 12 | 39 | 43 | −4   |                                                                   |
| 9    | CyD Cebrereña                   | 42   | 30 | 13 | 3  | 14 | 40 | 42 | −2   |                                                                   |
| 10   | Racing Lermeño C.F. (Z)         | 41   | 30 | 11 | 8  | 11 | 26 | 36 | −10  | Baja federativa.                                                  |
| 11   | C.D. Calasanz                   | 39   | 30 | 10 | 9  | 11 | 43 | 40 | +3   |                                                                   |
| 12   | Unión Popular Palencia          | 37   | 30 | 9  | 10 | 11 | 28 | 30 | −2   | Descenso a Primera División Provincial                            |
| 13   | C.D. Belorado (D)               | 34   | 30 | 9  | 7  | 14 | 44 | 62 | −18  | Descenso a Primera División Provincial                            |
| 14   | Unami C.P. (D)                  | 29   | 30 | 6  | 11 | 13 | 34 | 46 | −12  | Descenso a Primera División Provincial                            |
| 15   | Deportivo Arenas C.F. (D)       | 28   | 30 | 7  | 7  | 16 | 31 | 46 | −15  | Descenso a Primera División Provincial                            |
| 16   | C.D.F. Carejas Paredes (D)      | 11   | 30 | 2  | 5  | 23 | 16 | 83 | −67  | Descenso a Primera División Provincial                            |

Actualizado a los partidos jugados el 12 de mayo de 2024.
 Fuente: Clasificación
Criterios de clasificación: Puntos · Enfrentamientos directos · Diferencia de goles · Goles a favor.
Notas:
1. ↑  Equipo inicialmente descendido y posteriormente repescado por la disolución de Racing Lermeño C.F..

#### Resultados
| Local \ Visitante               | ARE | BEL | BRI | CAL | CAR | CEB | INT | NUMb | RLR | SJS | TUR | UNA | UPP | UXA | VLM | VNL |
| ------------------------------- | --- | --- | --- | --- | --- | --- | --- | ---- | --- | --- | --- | --- | --- | --- | --- | --- |
| Deportivo Arenas C.F.           | —   | 5–1 | 2–2 | 0–1 | 1–0 | 1–0 | 2–3 | 0–1  | 1–3 | 1–1 | 0–1 | 3–0 | 0–2 | 1–2 | 1–1 | 1–1 |
| C.D. Belorado                   | 1–2 | —   | 1–8 | 3–3 | 3–3 | 3–3 | 3–2 | 1–0  | 4–1 | 3–2 | 0–1 | 2–2 | 1–3 | 2–1 | 0–3 | 0–3 |
| C.F. Briviesca                  | 4–0 | 3–0 | —   | 1–1 | 5–1 | 0–1 | 1–1 | 1–0  | 2–1 | 3–0 | 1–3 | 4–0 | 3–0 | 2–0 | 1–2 | 1–1 |
| C.D. Calasanz                   | 3–1 | 1–0 | 0–0 | —   | 5–0 | 3–1 | 1–0 | 0–1  | 3–0 | 2–1 | 1–2 | 3–3 | 1–2 | 3–3 | 0–0 | 1–1 |
| C.D.F. Carejas Paredes          | 1–1 | 2–3 | 0–3 | 2–0 | —   | 0–3 | 0–1 | 1–4  | 0–1 | 0–3 | 0–6 | 1–1 | 0–3 | 0–4 | 1–2 | 0–2 |
| CyD Cebrereña                   | 2–1 | 0–2 | 1–2 | 2–1 | 0–0 | —   | 2–1 | 0–1  | 2–0 | 3–1 | 4–2 | 2–0 | 3–2 | 1–0 | 1–2 | 2–3 |
| C.D. Internacional Vista Alegre | 2–0 | 1–1 | 0–0 | 0–1 | 4–0 | 3–1 | —   | 2–1  | 1–1 | 0–0 | 0–0 | 3–1 | 1–1 | 1–2 | 2–1 | 1–1 |
| C.D. Numancia "B"               | 0–1 | 1–1 | 1–1 | 4–1 | 6–0 | 1–0 | 2–1 | —    | 3–0 | 3–1 | 1–4 | 0–0 | 2–1 | 1–3 | 2–2 | 0–1 |
| Racing Lermeño C.F.             | 1–0 | 1–0 | 0–0 | 1–0 | 1–0 | 0–2 | 1–0 | 1–1  | —   | 3–1 | 1–3 | 0–0 | 0–0 | 1–0 | 1–0 | 1–1 |
| C.D. San José                   | 2–0 | 2–1 | 1–0 | 1–0 | 6–0 | 4–0 | 1–2 | 2–0  | 3–1 | —   | 4–2 | 1–2 | 1–1 | 2–0 | 1–1 | 1–0 |
| Turégano C.F.                   | 2–2 | 3–1 | 1–3 | 3–2 | 6–0 | 3–0 | 1–1 | 2–0  | 1–1 | 1–3 | —   | 1–0 | 0–0 | 3–0 | 1–1 | 4–1 |
| Unami C.P.                      | 4–0 | 0–2 | 0–3 | 1–1 | 1–1 | 2–1 | 0–1 | 1–2  | 1–2 | 1–1 | 5–3 | —   | 1–1 | 4–0 | 1–0 | 0–0 |
| Unión Popular Palencia          | 0–2 | 0–0 | 0–1 | 0–2 | 0–2 | 1–3 | 0–0 | 1–0  | 2–0 | 2–0 | 2–0 | 1–1 | —   | 0–2 | 1–1 | 2–1 |
| Sporting Uxama                  | 2–0 | 2–1 | 2–2 | 2–1 | 3–1 | 0–0 | 1–3 | 2–2  | 2–1 | 0–3 | 0–0 | 2–1 | 1–0 | —   | 1–2 | 1–2 |
| C.D. Villamuriel                | 1–0 | 4–2 | 3–1 | 3–0 | 4–0 | 1–0 | 2–1 | 0–2  | 2–0 | 1–3 | 1–2 | 3–0 | 1–0 | 3–0 | —   | 1–1 |
| Villarcayo Nela C.F.            | 2–2 | 0–2 | 0–2 | 2–2 | 1–0 | 2–0 | 0–1 | 2–0  | 1–1 | 3–1 | 2–0 | 2–1 | 0–0 | 0–1 | 1–1 | —   |

#### Máximos goleadores
| Pos. | Jugador              | Equipo                | Goles | Partidos |
| ---- | -------------------- | --------------------- | ----- | -------- |
| 1.º  | Álvaro de la Iglesia | C.F. Briviesca        | 21    | 29       |
| 2.º  | César Simón          | C.D. Villamuriel      | 18    | 27       |
| 3.º  | Jesús Antonio Vargas | C.D. San José         | 14    | 24       |
| 3.º  | Sergio Madrigal      | C.D. Calasanz         | 14    | 26       |
| 4.º  | Ángel Cervero        | C.D. Numancia "B"     | 12    | 20       |
| 4.º  | Álex Ramos           | C.D. Numancia "B"     | 12    | 24       |
| 4.º  | Luis Saiz            | C.D. Belorado         | 12    | 25       |
| 4.º  | Diego Alcubilla      | Turégano C.F.         | 12    | 28       |
| 5.º  | Felipe Gómez         | Deportivo Arenas C.F. | 11    | 28       |
| 5.º  | Julián Hernández     | CyD Cebrereña         | 11    | 29       |

### Grupo B

#### Clasificación
| Pos. | Equipo                           | Pts. | PJ | G  | E  | P  | GF | GC  | Dif. |                                                    |
| ---- | -------------------------------- | ---- | -- | -- | -- | -- | -- | --- | ---- | -------------------------------------------------- |
| 1    | Ciudad Rodrigo C.F. (A, C)       | 68   | 30 | 21 | 5  | 4  | 54 | 23  | +31  | Ascenso a Tercera Federación                       |
| 2    | C.D. Atlético Mansillés (A)      | 65   | 30 | 19 | 8  | 3  | 44 | 16  | +28  | Acceso a promoción de ascenso a Tercera Federación |
| 3    | C.D. Mojados (A)                 | 63   | 30 | 19 | 6  | 5  | 61 | 31  | +30  | Acceso a promoción de ascenso a Tercera Federación |
| 4    | Unionistas de Salamanca C.F. "B" | 60   | 30 | 18 | 6  | 6  | 62 | 24  | +38  |                                                    |
| 5    | La Bañeza F.C.                   | 55   | 30 | 17 | 4  | 9  | 59 | 30  | +29  |                                                    |
| 6    | Betis C.F.                       | 48   | 30 | 13 | 9  | 8  | 43 | 31  | +12  |                                                    |
| 7    | C.D. Béjar Industrial            | 48   | 30 | 13 | 9  | 8  | 49 | 44  | +5   |                                                    |
| 8    | Zamora C.F. "B"                  | 40   | 30 | 12 | 4  | 14 | 40 | 50  | −10  |                                                    |
| 9    | La Cistérniga C.F.               | 40   | 30 | 10 | 10 | 10 | 41 | 45  | −4   |                                                    |
| 10   | C.D. Ribert                      | 34   | 30 | 9  | 7  | 14 | 35 | 50  | −15  |                                                    |
| 11   | C.D. Onzonilla                   | 33   | 30 | 8  | 9  | 13 | 44 | 48  | −4   |                                                    |
| 12   | C.D. Benavente                   | 32   | 30 | 8  | 8  | 14 | 34 | 35  | −1   |                                                    |
| 13   | Salamanca C.F. UDS "B"           | 26   | 30 | 6  | 8  | 16 | 34 | 49  | −15  | Descenso a Primera División Provincial             |
| 14   | Gimnástica Medinense             | 25   | 30 | 7  | 4  | 19 | 37 | 54  | −17  | Descenso a Primera División Provincial             |
| 15   | Veguellina C.F. (D)              | 22   | 30 | 5  | 7  | 18 | 29 | 57  | −28  | Descenso a Primera División Provincial             |
| 16   | C.D. Bovedana (D)                | 8    | 30 | 2  | 2  | 26 | 21 | 100 | −79  | Descenso a Primera División Provincial             |

Actualizado a los partidos jugados el 12 de mayo de 2024.
 Fuente: Clasificación
Criterios de clasificación: Puntos · Enfrentamientos directos · Diferencia de goles · Goles a favor.
Notas:
1. ↑  Plaza de ascenso establecida por la vacante producida por el ascenso a Segunda Federación de Salamanca C.F. UDS.
2. ↑  Equipo inicialmente descendido y posteriormente repescado por la vacante producida por el ascenso a Tercera Federación de C.D. Mojados.
3. ↑  Equipo inicialmente descendido y posteriormente repescado por la ampliación del Grupo VIII de Tercera Federación a 19 equipos como consecuencia de la permanencia decretada de C.D. Laguna.

#### Resultados
| Local \ Visitante                | BEJ | BEN | BET | BOV | CRD | GMM | LBA | LCS | MNS | MOJ | ONZ | RIB | SALb | UNIb | VEG | ZAMb |
| -------------------------------- | --- | --- | --- | --- | --- | --- | --- | --- | --- | --- | --- | --- | ---- | ---- | --- | ---- |
| C.D. Béjar Industrial            | —   | 3–1 | 1–0 | 3–0 | 1–1 | 4–2 | 1–4 | 1–0 | 2–2 | 1–1 | 4–2 | 3–1 | 0–0  | 1–2  | 2–1 | 3–1  |
| C.D. Benavente                   | 1–2 | —   | 1–0 | 5–0 | 0–1 | 3–2 | 0–3 | 4–0 | 0–1 | 3–1 | 2–1 | 1–2 | 2–0  | 1–2  | 2–2 | 0–0  |
| Betis C.F.                       | 3–2 | 2–1 | —   | 8–0 | 3–1 | 1–1 | 3–2 | 0–0 | 0–0 | 2–0 | 0–0 | 0–0 | 1–1  | 1–1  | 1–2 | 3–1  |
| C.D. Bovedana                    | 1–2 | 2–2 | 0–2 | —   | 0–3 | 0–4 | 1–3 | 1–1 | 1–3 | 1–3 | 2–1 | 1–5 | 0–3  | 0–4  | 4–2 | 1–4  |
| Ciudad Rodrigo C.F.              | 1–1 | 2–0 | 3–1 | 3–0 | —   | 3–0 | 1–0 | 1–0 | 1–0 | 0–3 | 1–0 | 2–0 | 5–2  | 2–1  | 3–2 | 1–2  |
| Gimnástica Medinense             | 1–0 | 1–1 | 0–1 | 7–2 | 1–2 | —   | 1–3 | 2–0 | 0–1 | 0–1 | 1–2 | 1–3 | 0–0  | 0–2  | 2–0 | 3–1  |
| La Bañeza F.C.                   | 3–1 | 1–0 | 2–2 | 4–0 | 2–2 | 3–1 | —   | 2–3 | 1–1 | 1–2 | 4–1 | 2–0 | 1–0  | 0–0  | 1–0 | 5–1  |
| La Cistérniga C.F.               | 1–1 | 1–1 | 3–1 | 2–1 | 0–1 | 4–0 | 2–1 | —   | 1–1 | 1–1 | 1–1 | 3–0 | 2–1  | 1–2  | 3–1 | 2–3  |
| C.D. Atlético Mansillés          | 1–1 | 1–0 | 3–0 | 6–0 | 0–0 | 0–2 | 2–1 | 4–1 | —   | 2–1 | 1–0 | 1–0 | 2–1  | 1–0  | 1–0 | 2–1  |
| C.D. Mojados                     | 2–1 | 1–0 | 2–2 | 4–0 | 0–2 | 2–1 | 1–0 | 0–1 | 0–0 | —   | 3–2 | 3–0 | 5–0  | 4–3  | 6–0 | 1–1  |
| C.D. Onzonilla                   | 1–3 | 2–3 | 0–1 | 4–1 | 0–3 | 2–0 | 2–1 | 1–1 | 0–0 | 1–1 | —   | 2–2 | 3–1  | 2–2  | 0–0 | 3–0  |
| C.D. Ribert                      | 1–1 | 1–0 | 1–2 | 1–0 | 0–0 | 2–1 | 0–2 | 2–4 | 0–3 | 2–3 | 3–3 | —   | 2–1  | 0–2  | 2–2 | 1–0  |
| Salamanca C.F. UDS "B"           | 0–0 | 0–0 | 0–1 | 4–1 | 1–3 | 4–2 | 0–1 | 1–1 | 0–1 | 0–2 | 2–1 | 4–1 | —    | 0–3  | 2–0 | 1–2  |
| Unionistas de Salamanca C.F. "B" | 2–1 | 1–0 | 0–1 | 4–1 | 1–2 | 5–0 | 2–0 | 7–0 | 1–0 | 2–3 | 4–2 | 0–0 | 1–1  | —    | 3–0 | 4–0  |
| Veguellina C.F.                  | 2–3 | 0–0 | 1–0 | 2–0 | 1–4 | 0–0 | 0–1 | 2–1 | 0–2 | 1–2 | 0–3 | 2–3 | 3–3  | 0–0  | —   | 2–1  |
| Zamora C.F. "B"                  | 6–0 | 0–0 | 2–1 | 1–0 | 1–0 | 2–1 | 0–5 | 1–1 | 1–2 | 1–3 | 1–2 | 1–0 | 3–1  | 0–1  | 2–1 | —    |

#### Máximos goleadores
| Pos. | Jugador                 | Equipo                           | Goles | Partidos |
| ---- | ----------------------- | -------------------------------- | ----- | -------- |
| 1.º  | Álvaro Gil              | C.D. Mojados                     | 15    | 25       |
| 1.º  | Alberto García          | Ciudad Rodrigo C.F.              | 15    | 27       |
| 2.º  | Hugo de Bustos          | Unionistas de Salamanca C.F. "B" | 14    | 30       |
| 3.º  | Francisco Javier Turiel | C.D. Benavente                   | 12    | 30       |
| 3.º  | Miguel Velázquez        | Betis C.F.                       | 12    | 30       |
| 4.º  | Jaime Martín            | C.D. Béjar Industrial            | 11    | 27       |
| 5.º  | Diego Carracedo         | La Bañeza F.C.                   | 10    | 21       |
| 5.º  | Álvaro Paso             | C.D. Béjar Industrial            | 10    | 24       |
| 5.º  | Adrián García           | Unionistas de Salamanca C.F. "B" | 10    | 26       |
| 5.º  | Antonio Manuel González | Unionistas de Salamanca C.F. "B" | 10    | 28       |

## Play Off de Ascenso a Tercera Federación
Este play-off reunirá a los segundos y terceros de cada grupo en la lucha por obtener una de las tres plazas de ascenso a Tercera Federación. El formato consistirá en dos rondas de eliminatorias directas a doble vuelta, enfrentando la primera ronda al segundo de un grupo con el tercero del otro grupo. Los ganadores de cada eliminatoria se clasificarán para la ronda final. En todo caso el partido de vuelta se disputará en el campo del equipo que termine la fase regular de la competición en una posición más alta, o en su defecto con un mayor promedio de puntos por partido disputado.
Equipos clasificados
| Pos. | Grupo A          | Pts. | Part. | Prom. |
| ---- | ---------------- | ---- | ----- | ----- |
| 2.º  | C.D. Villamuriel | 56   | 30    | 1,867 |
| 3.º  | Turégano C.F.    | 55   | 30    | 1,833 |

| Pos. | Grupo B                 | Pts. | Part. | Prom. |
| ---- | ----------------------- | ---- | ----- | ----- |
| 2.º  | C.D. Atlético Mansillés | 65   | 30    | 2,167 |
| 3.º  | C.D. Mojados            | 63   | 30    | 2,100 |

|  | Semifinales               | Semifinales               | Semifinales               | Semifinales               | Semifinales               |   |              | Final                  | Final                  | Final                  | Final                  | Final                  |  |
|  | 18-19 de mayo/ 25 de mayo | 18-19 de mayo/ 25 de mayo | 18-19 de mayo/ 25 de mayo | 18-19 de mayo/ 25 de mayo | 18-19 de mayo/ 25 de mayo |   |              | 2 de junio/ 8 de junio | 2 de junio/ 8 de junio | 2 de junio/ 8 de junio | 2 de junio/ 8 de junio | 2 de junio/ 8 de junio |  |
|  |                           |                           |                           |                           |                           |   |              |                        |                        |                        |                        |                        |  |
|  |                           |                           |                           |                           |                           |   |              |                        |                        |                        |                        |                        |  |
|  | 3º B                      | C.D. Mojados              | 2                         | 1                         | 3                         |   |              |                        |                        |                        |                        |                        |  |
|  | 3º B                      | C.D. Mojados              | 2                         | 1                         | 3                         |   |              |                        |                        |                        |                        |                        |  |
|  | 2º A                      | C.D. Villamuriel          | 1                         | 1                         | 2                         |   |              |                        |                        |                        |                        |                        |  |
|  | 2º A                      | C.D. Villamuriel          | 1                         | 1                         | 2                         |   | C.D. Mojados | C.D. Mojados           | 0                      | 2                      | 2                      |                        |  |
|  |                           |                           |                           |                           |                           |   | C.D. Mojados | C.D. Mojados           | 0                      | 2                      | 2                      |                        |  |
|  |                           |                           | C.D. Atlético Mansillés   | C.D. Atlético Mansillés   | 1                         | 4 | 5            |                        |                        |                        |                        |                        |  |
|  | 3º A                      | Turégano C.F.             | C.D. Atlético Mansillés   | C.D. Atlético Mansillés   | 1                         | 4 | 5            | 1                      | 1                      | 2                      |                        |                        |  |
|  | 3º A                      | Turégano C.F.             |                           |                           |                           |   |              | 1                      | 1                      | 2                      |                        |                        |  |
|  | 2º B                      | C.D. Atlético Mansillés   | 0                         | 3                         | 3                         |   |              |                        |                        |                        |                        |                        |  |
|  | 2º B                      | C.D. Atlético Mansillés   | 0                         | 3                         | 3                         |   |              |                        |                        |                        |                        |                        |  |
|  |                           |                           |                           |                           |                           |   |              |                        |                        |                        |                        |                        |  |

### Semifinales

#### C.D. Mojados – C.D. Villamuriel
| 18 de mayo de 2024, 19:00 | C.D. Mojados                        | 2:1 (0:0) | C.D. Villamuriel  | C.M. Mojados, Mojados       |                             |
|                           | - Álvaro Gil 50' - Javier Cerro 84' | Reporte   | - 57' César Simón | Árbitro(s): Hernández Valle | Árbitro(s): Hernández Valle |

| 25 de mayo de 2024, 18:30 | C.D. Villamuriel  | 1:1 (1:0) (Global 2:3) | C.D. Mojados            | C.M. Rafael Vázquez Sedano, Villamuriel de Cerrato |                              |
|                           | - César Simón 22' | Reporte                | - 18' Francisco Mellado | Árbitro(s): Del Barrio Reyes                       | Árbitro(s): Del Barrio Reyes |

#### Turégano C.F. – C.D. Atlético Mansillés
| 19 de mayo de 2024, 18:00 | Turégano C.F.         | 1:0 (0:0) | C.D. Atlético Mansillés | C.M. El Burgo, Turégano     |                             |
|                           | - Diego Alcubilla 50' | Reporte   |                         | Árbitro(s): Domínguez Mulas | Árbitro(s): Domínguez Mulas |

| 25 de mayo de 2024, 18:00 | C.D. Atlético Mansillés                                                | 3:1 (1:1) (Global 3:2) | Turégano C.F.       | C.M. La Caldera, Mansilla de las Mulas |                            |
|                           | - David Blanco 4' - Ignacio Javier Rodríguez 78' - Alejandro Bedía 81' | Reporte                | - 44' Jesús Horcajo | Árbitro(s): Lozano Garrote             | Árbitro(s): Lozano Garrote |

### Final

#### C.D. Mojados – C.D. Atlético Mansillés
| 2 de junio de 2024, 18:30 | C.D. Mojados | 0:1 (0:1) | C.D. Atlético Mansillés | C.M. Mojados, Mojados      |                            |
|                           |              | Reporte   | - 13' Rubén Burón       | Árbitro(s): Obeja González | Árbitro(s): Obeja González |

| 8 de junio de 2024, 18:30 | C.D. Atlético Mansillés                                                                             | 4:2 (1:2) (Global 5:2) | C.D. Mojados                    | C.M. La Caldera, Mansilla de las Mulas |                                  |
|                           | - Ignacio Javier Rodríguez 15' - Javier Rodríguez 64' - Alejandro Bedía 82' - Jonathan Prieto 90+4' | Reporte                | - 33' Álvaro Gil - 45+3' Víctor | Árbitro(s): Sebastián de Mercado       | Árbitro(s): Sebastián de Mercado |

| Asciende a Tercera División RFEF C.D. Atlético Mansillés |

## Ascendidos a Tercera División RFEF
| Bandera de Castilla y León | Bandera de Castilla y León | Bandera de Castilla y León | Bandera de Castilla y León |
| Briviesca C.F.             | Ciudad Rodrigo C.F.        | C.D. Atlético Mansillés    | C.D. Mojados               |
| 1.º Grupo A                | 1.º Grupo B                | 2.º Grupo B                | 3.º Grupo B                |

## Clasificados para la Copa del Rey
| Bandera de Castilla y León |
| C.D. Villamuriel           |
| 2.º Grupo A                |